# Renaissance de Berkane (basket-ball)
La Renaissance sportive de Berkane (RSB) (arabe : نادي النهضة الرياضية البركانية) est un club sportif marocain, basé à Berkane, Maroc. L'équipe de basket-ball du club joue en Nationale 1, la 1re division du championnat marocain.
Champion du Maroc une seule fois en 2012, et vice-champion en 2013. Vainqueur de la Coupe du Maroc une seule fois aussi, en 2013.

## Palmarès
- Championnat du Maroc
  - Champion : 2012
  - Vice-champion : 2013

- Coupe du Maroc
  - Vainqueur : 2013
  - Finaliste : 1974, 2012

## Effectif 2012-2013
- Réda Ghanimi
- Gleen Andrade
- Papis Diouf
- Karim Nesba
- Sofiane Rafii